# Таємничий незнайомець
Таємничий незнайомець (англ. The Mysterious Stranger) — роман написаний американським письменником Марком Твеном. Праця над твором складала довгі роки з перервами з 1897 до 1908 рр. Всього існує кілька версій твору; в кожний із них фігурує надприродний персонаж «Сатана» або «№ 44». Врешті, усі версії так і залишилися незавершеними (за суперечливим винятком останній, № 44, «Таємничий незнайомець»).

## Версії
Три оповідання відрізняються за об'ємом: Хроніка молодого Сатани містить близько 55 000 слів, Шкільний пагорб — 15 300 слів і № 44, Таємничий незнайомець — 65 000 слів (в оригіналі).

### «Петербурзький фрагмент»
Написаний у вересні 1897 року. Дія розгортається у вигаданому місті Санкт-Петербург, який часто іменований як Ганнібал, штат Міссурі. Врешті-решт Твен переглянув вищевказану версію, прибрав згадки про Петербург, і використав текст для «Хроніки молодого Сатани».

### Хроніка молодого Сатани
Перша вагома версія називається «Хроніка молодого Сатани» (також звана «езельдорфською») і оповідає про пригоди Сатани, безгрішного племінника біблійного Сатани, в Езельдорфі, австрійському селі близько 1702 року від народження Христа. Твен написав цю версію між листопадом 1897 року та вереснем 1900 рр. «Езельдорф» німецькою означає «Асвіль» або «Донкітаун».

### Шкільний пагорб
Другий значний текст, який Твену вдалося скласти, відомий як «Шкільний пагорб» (або «Ганнібал»). Дія розгортається в США, де беруть участь вже знайомі раніше персонажі зі світу Твена, це Гекльберрі Фін і Том Соєр, які вплутуються в пригоди разом з Сатаною (згадується інколи як «№ 44, нова серія 864962»). Твен почав писати його у листопаді 1898 року і, як і «Петербурзький фрагмент», дія відбувається у вигаданому місті Санкт-Петербурзі.

### №44, Таємничий незнайомець
Третій текст під назвою No. 44, Mysterious Stranger: Being Ancient Tale Found in Jug і Freely Translated from the Jug, також відомий як версія «Друкована майстерня», повертається в Австрію, цього разу в 1490, незабаром після винаходу друку. У ньому розповідається про таємничу появу номера 44 біля дверей друкарні та використання ним небесних сил для викриття марності існування людства. У цій версії також представлена ідея, яку Твен виношував наприкінці життя, про двоїстість «я», що складається з «притомного я» і «сновидного я». Твен розвиває ці ідеї з допомогою «Дублікатів» — копій працівників друкарні, зроблених № 44. Ця версія містить фактичну кінцівку, проте текст досі має багато недоліків, і можна вважати його закінченим, суперечливим. Твен написав цю версію між 1902 та 1908 роками.

## Переклад
Український переклад був здійснений Євгеном Крижевичем, який пліч-о-пліч з Маром Пінчевським та Д. Стельмахом уклали переклад Марка Твена у двох томах.